# Ban Phue (huyện)
Ban Phue (tiếng Thái: บ้านผือ) là một huyện (amphoe) ở vùng tây bắc của tỉnh Udon Thani, đông bắc Thái Lan.

## Địa lý
Các huyện giáp ranh (từ phía bắc theo chiều kim đồng hồ) là: Sangkhom, Pho Tak, Tha Bo và Sakhrai của tỉnh Nong Khai, Phen, Mueang Udon Thani và Kut Chap của tỉnh Udon Thani, Suwannakhuha của tỉnh Nongbua Lamphu, và Nam Som và Na Yung của Udon Thani.

## Hành chính
Huyện này được chia thành 13 phó huyện (tambon), các đơn vị này lại được chia ra thành 156 làng (muban). Ban Phue là một thị trấn (thesaban tambon) nằm trên một phần của tambon Ban Phue. Có 13 Tổ chức hành chính tambon.
| STT. | Tên          | Tên Thái | Số làng | Dân số |  |
| ---- | ------------ | -------- | ------- | ------ |  |
| 1.   | Ban Phue     | บ้านผือ    | 13      | 12.667 |  |
| 2.   | Hai Sok      | หายโศก   | 15      | 10.833 |  |
| 3.   | Khuea Nam    | เขือน้ำ    | 14      | 8.919  |  |
| 4.   | Kham Bong    | คำบง     | 10      | 6.883  |  |
| 5.   | Non Thong    | โนนทอง   | 11      | 10.542 |  |
| 6.   | Khao San     | ข้าวสาร   | 14      | 5.822  |  |
| 7.   | Champa Mong  | จำปาโมง  | 16      | 10.631 |  |
| 8.   | Klang Yai    | กลางใหญ่  | 12      | 8.783  |  |
| 9.   | Mueang Phan  | เมืองพาน  | 15      | 8.540  |  |
| 10.  | Kham Duang   | คำด้วง    | 10      | 6.529  |  |
| 11.  | Nong Hua Khu | หนองหัวคู  | 11      | 7.231  |  |
| 12.  | Ban Kho      | บ้านค้อ    | 6       | 3.178  |  |
| 13.  | Nong Waeng   | หนองแวง  | 9       | 6.734  |  |